# Lobocleta malvina
Lobocleta malvina är en fjärilsart som beskrevs av William Schaus 1901. Lobocleta malvina ingår i släktet Lobocleta och familjen mätare. Inga underarter finns listade i Catalogue of Life.